# Potamonautes machadoi
Potamonautes machadoi is een krabbensoort uit de familie van de Potamonautidae. De wetenschappelijke naam van de soort is voor het eerst geldig gepubliceerd in 1964 door Bott.